# Glaphyra lishanensis
Glaphyra lishanensis är en skalbaggsart som först beskrevs av Hayashi 1974.  Glaphyra lishanensis ingår i släktet Glaphyra och familjen långhorningar.
Artens utbredningsområde är Taiwan. Inga underarter finns listade i Catalogue of Life.